# منتخب الأرجنتين لكرة القدم للسيدات
منتخب الأرجنتين الوطني لكرة القدم للسيدات يمثل الأرجنتين كرة القدم النسائية الدولية. لا يوجد دوري للمحترفين في الأرجنتين، تقريبا جميع أعضاء هن لاعبات هاويات.
في 10 سبتمبر 2007 هٌزمت الأرجنتين من قبل ألمانيا 11–0 في المباراة الافتتاحية لبطولة كأس العالم لكرة القدم للسيدات 2007.

## سجل كأس العالم
- 1991: لم تشارك
- 1995: لم تشارك
- 1999: لم تشارك
- 2003: دور المجموعات
- 2007: دور المجموعات